# Japan Open 2006
Die Japan Open 2006 im Badminton fanden vom 10. bis zum 15. Oktober 2006 statt. Veranstaltungsort war die Kokuritsu Yoyogi Kyōgijō in Shibuya, Tokio. Das Preisgeld betrug 180.000 US-Dollar.

## Sieger und Platzierte
| Disziplin    | Gold                        | Silber                        | Bronze                                  |
| ------------ | --------------------------- | ----------------------------- | --------------------------------------- |
| Herreneinzel | Lin Dan                     | Taufik Hidayat                | Peter Gade                              |
| Herreneinzel | Lin Dan                     | Taufik Hidayat                | Lee Chong Wei                           |
| Dameneinzel  | Zhang Ning                  | Xie Xingfang                  | Zhu Lin                                 |
| Dameneinzel  | Zhang Ning                  | Xie Xingfang                  | Wang Chen                               |
| Herrendoppel | Tony Gunawan Candra Wijaya  | Koo Kien Keat Tan Boon Heong  | Cai Yun Fu Haifeng                      |
| Herrendoppel | Tony Gunawan Candra Wijaya  | Koo Kien Keat Tan Boon Heong  | Shintaro Ikeda Shuichi Sakamoto         |
| Damendoppel  | Gao Ling Huang Sui          | Wei Yili Zhang Yawen          | Du Jing Yu Yang                         |
| Damendoppel  | Gao Ling Huang Sui          | Wei Yili Zhang Yawen          | Yang Wei Zhang Jiewen                   |
| Mixed        | Flandy Limpele Vita Marissa | Nova Widianto Liliyana Natsir | Sudket Prapakamol Saralee Thungthongkam |
| Mixed        | Flandy Limpele Vita Marissa | Nova Widianto Liliyana Natsir | Xie Zhongbo Zhang Yawen                 |

## Finalresultate
| Disziplin    | Sieger                      | Finalist                      | Ergebnis            |
| ------------ | --------------------------- | ----------------------------- | ------------------- |
| Herreneinzel | Lin Dan                     | Taufik Hidayat                | 16:21, 21:16, 21:3  |
| Dameneinzel  | Zhang Ning                  | Xie Xingfang                  | 21:11, 16:21, 30:29 |
| Herrendoppel | Tony Gunawan Candra Wijaya  | Koo Kien Keat Tan Boon Heong  | 21:15, 21:14        |
| Damendoppel  | Gao Ling Huang Sui          | Wei Yili Zhang Yawen          | 21:15, 21:17        |
| Mixed        | Flandy Limpele Vita Marissa | Nova Widianto Liliyana Natsir | 11:21, 21:18, 21:17 |

## Ergebnisse

### Herreneinzel
- Joachim Persson –  Bobby Milroy: 27-25 / 23-21
- Kazuteru Kozai –  Eric Go: 21-19 / 21-16
- Zhu Weilun –  Shoji Sato: 15-21 / 21-12 / 21-16
- Shinya Ohtsuka –  Pei Wei Chung: 21-16 / 21-10
- Yeoh Kay Bin –  Yuichi Ikeda: 22-20 / 10-21 / 21-18
- Poompat Sapkulchananart –  John Moody: 21-17 / 18-21 / 21-11
- Simon Santoso –  Jun Takemura: 21-18 / 17-21 / 21-15
- Nicholas Kidd –  Hiroyuki Endo: 21-19 / 21-19
- Kenichi Tago –  Hiroyuki Saeki: 21-17 / 21-17
- Sho Sasaki –  Dicky Palyama: 21-17 / 21-9
- Yusuke Shinkai –  Klaus Raffeiner: 21-19 / 10-21 / 21-13
- Koichi Saeki –  Ng Wei: 21-18 / 21-4
- Roslin Hashim –  Qiu Yanbo: 21-7 / 21-12
- Chen Yu  –  Batkhurel Ochirpurev: 21-5 / 21-6
- Yousuke Nakanishi –  Enkhbat Olonbayar: 21-15 / 21-8
- Andrew Smith –  Stephan Wojcikiewicz: 21-15 / 21-8
- Lin Dan –  Yusuke Arita: 21-11 / 21-17
- Joachim Persson –  Kazuteru Kozai: 18-21 / 26-24 / 21-19
- Muhammad Hafiz Hashim –  Chan Yan Kit: 21-12 / 21-12
- Zhu Weilun –  Shinya Ohtsuka: 21-16 / 21-12
- Peter Gade –  Takuma Ueda: 21-13 / 21-13
- Poompat Sapkulchananart –  Yeoh Kay Bin: 21-15 / 9-21 / 23-21
- Chen Hong –  Li Yu: 21-16 / 21-17
- Simon Santoso –  Nicholas Kidd: 21-13 / 21-12
- Sho Sasaki –  Kenichi Tago: 22-20 / 21-15
- Ronald Susilo –  Naoki Kawamae: 21-12 / 21-12
- Yusuke Shinkai –  Koichi Saeki: 21-9 / 21-7
- Taufik Hidayat –  Bao Chunlai: 21-12 / 12-21 / 21-19
- Roslin Hashim –  Chen Yu: 21-11 / 21-9
- Boonsak Ponsana –  Takashi Kawauchi: 21-15 / 21-5
- Andrew Smith –  Yousuke Nakanishi: 12-21 / 21-18 / 21-16
- Lee Chong Wei –  Sony Dwi Kuncoro: 21-12 / 21-18
- Lin Dan –  Joachim Persson: 21-12 / 21-10
- Muhammad Hafiz Hashim –  Zhu Weilun: 21-12 / 21-16
- Peter Gade –  Poompat Sapkulchananart: 21-17 / 21-14
- Chen Hong –  Simon Santoso: 23-21 / 21-17
- Ronald Susilo –  Sho Sasaki: 21-11 / 14-21 / 21-14
- Taufik Hidayat –  Yusuke Shinkai: 20-22 / 21-7 / 21-16
- Boonsak Ponsana –  Roslin Hashim: 21-18 / 21-18
- Lee Chong Wei –  Andrew Smith: 21-13 / 21-19
- Lin Dan –  Muhammad Hafiz Hashim: 21-19 / 21-14
- Peter Gade –  Chen Hong: 21-14 / 21-17
- Taufik Hidayat –  Ronald Susilo: 21-15 / 21-11
- Lee Chong Wei –  Boonsak Ponsana: 21-18 / 21-14
- Lin Dan –  Peter Gade: 21-12 / 21-14
- Taufik Hidayat –  Lee Chong Wei: 21-17 / 21-13
- Lin Dan –  Taufik Hidayat: 16-21 / 21-16 / 21-3

### Dameneinzel
- Soratja Chansrisukot –  Kanako Yonekura: 21-18 / 21-19
- Nao Miyoshi –  Anna Rice: 21-16 / 25-23
- Judith Meulendijks –  Tomoko Koyanagi: 21-14 / 21-19
- Wong Mew Choo –  Yukina Oku: 21-8 / 21-19
- Yu Hirayama –  Lee Yun-hwa: 21-15 / 21-16
- Mizuki Fujii –  Chien Yu-chin: 21-17 / 21-17
- Salakjit Ponsana –  Yip Pui Yin: 21-17 / 21-19
- Molthila Kitjanon –  Chang Ya-lan: 21-17 / 21-17
- Nozomi Kametani –  Eva Lee: 21-17 / 21-14
- Li Li –  Yoshimi Hataya: 21-10 / 22-20
- Susan Egelstaff –  Miho Shibamura: 21-18 / 21-8
- Hwang Hye-youn –  Miki Hamajima: 21-8 / 21-7
- Megumi Taruno –  Cheng Shao-chieh: 21-17 / 21-19
- Chen Li –  Sakuyama Tomomi: 21-13 / 21-7
- Sachiyo Imai –  Agnese Allegrini: w.o.
- Zhang Ning –  Fumi Iwawaki: 21-13 / 21-10
- Xing Aiying –  Soratja Chansrisukot: 21-18 / 17-21 / 21-9
- Jiang Yanjiao –  Ai Goto: 21-15 / 21-11
- Judith Meulendijks –  Nao Miyoshi: 21-13 / 16-21 / 21-16
- Pi Hongyan –  Anu Nieminen: 21-14 / 21-14
- Yu Hirayama –  Wong Mew Choo: 21-16 / 21-19
- Zhu Lin –  Eriko Hirose: 16-21 / 21-17 / 21-15
- Mizuki Fujii –  Salakjit Ponsana: 21-18 / 21-17
- Nozomi Kametani –  Molthila Kitjanon: 21-13 / 21-17
- Lu Lan –  Kaori Imabeppu: 21-11 / 21-13
- Susan Egelstaff –  Li Li: 21-12 / 18-21 / 21-13
- Hwang Hye-youn –  Megumi Taruno: 20-22 / 21-12 / 22-20
- Kaori Mori –  Chie Umezu: 21-17 / 21-6
- Chen Li –  Sachiyo Imai: 21-14 / 21-11
- Xie Xingfang –  Tine Baun: 21-12 / 21-14
- Wang Chen –  Sutheaswari Mudukasan: w.o.
- Zhang Ning –  Xing Aiying: 21-15 / 21-12
- Jiang Yanjiao –  Judith Meulendijks: 21-8 / 21-11
- Pi Hongyan –  Yu Hirayama: 15-21 / 22-20 / 21-14
- Zhu Lin –  Mizuki Fujii: 21-9 / 21-17
- Lu Lan –  Nozomi Kametani: 21-14 / 21-19
- Wang Chen –  Susan Egelstaff: 21-10 / 21-7
- Kaori Mori –  Hwang Hye-youn: 21-14 / 19-21 / 9-7 ret.
- Xie Xingfang –  Chen Li: 21-19 / 21-12
- Zhang Ning –  Jiang Yanjiao: 21-16 / 18-21 / 21-18
- Zhu Lin –  Pi Hongyan: 25-23 / 21-19
- Wang Chen –  Lu Lan: 21-13 / 18-21 / 21-11
- Xie Xingfang –  Kaori Mori: 19-21 / 21-7 / 21-14
- Zhang Ning –  Zhu Lin: 21-18 / 21-16
- Xie Xingfang –  Wang Chen: 21-16 / 21-16
- Zhang Ning –  Xie Xingfang: 21-11 / 16-21 / 30-29

### Herrendoppel
- Cai Yun /  Fu Haifeng –  John Gordon /  Daniel Shirley: 21-11 / 21-14
- Yuji Mikami /  Takao Yone –  Masahiko Kinoshita /  Masayuki Sakai: 21-15 / 21-10
- Zakry Abdul Latif /  Gan Teik Chai –  Hajime Komiyama /  Shuichi Nakao: 21-15 / 21-11
- Karel Mainaky /  Hermono Yuwono –  Hendri Kurniawan Saputra /  Hendra Wijaya: 21-18 / 21-16
- Keita Masuda /  Tadashi Ohtsuka –  Songphon Anugritayawon /  Nuttaphon Narkthong: 21-17 / 21-9
- Noriyasu Hirata /  Liu Zhiyuan –  Shinsuke Kinoshita /  Kousuke Yasumura: 21-14 / 21-16
- Tony Gunawan /  Candra Wijaya –  Junshi Hayashi /  Tomoki Mitsuhashi: 21-6 / 21-14
- Lars Paaske /  Jonas Rasmussen –  Albertus Susanto Njoto /  Yohan Hadikusumo Wiratama: 21-16 / 21-19
- Howard Bach /  Khankham Malaythong –  Shinichi Amano /  Harutoshi Nakayama: 21-9 / 21-12
- Shintaro Ikeda /  Shuichi Sakamoto –  Patapol Ngernsrisuk /  Sudket Prapakamol: 22-20 / 21-18
- Anders Kristiansen /  Simon Mollyhus –  Toru Matsumoto /  Yusuke Shinkai: 21-9 / 21-16
- Anthony Clark /  Robert Blair –  Guo Zhendong /  Xu Chen: 21-14 / 21-12
- Lee Jae-jin /  Hwang Ji-man –  Xie Zhongbo /  Zheng Bo: 21-19 / 14-21 / 21-13
- Koo Kien Keat /  Tan Boon Heong –  Batkhurel Ochirpurev /  Enkhbat Olonbayar: 21-4 / 21-9
- Keishi Kawaguchi /  Naoki Kawamae –  Keisuke Kida /  Hiroyuki Yamaguchi: 21-19 / 21-11
- Jens Eriksen /  Martin Lundgaard Hansen –  Tsuyoshi Fukui /  Yoshiteru Hirobe: 21-12 / 21-18
- Cai Yun /  Fu Haifeng –  Yuji Mikami /  Takao Yone: 21-7 / 21-14
- Zakry Abdul Latif /  Gan Teik Chai –  Karel Mainaky /  Hermono Yuwono: 21-16 / 19-21 / 21-15
- Keita Masuda /  Tadashi Ohtsuka –  Noriyasu Hirata /  Liu Zhiyuan: 13-21 / 21-19 / 21-18
- Tony Gunawan /  Candra Wijaya –  Lars Paaske /  Jonas Rasmussen: 21-15 / 21-6
- Shintaro Ikeda /  Shuichi Sakamoto –  Howard Bach /  Khankham Malaythong: 21-12 / 21-13
- Anthony Clark /  Robert Blair –  Anders Kristiansen /  Simon Mollyhus: 17-21 / 21-15 / 21-15
- Koo Kien Keat /  Tan Boon Heong –  Lee Jae-jin /  Hwang Ji-man: 12-21 / 21-14 / 21-17
- Jens Eriksen /  Martin Lundgaard Hansen –  Keishi Kawaguchi /  Naoki Kawamae: 21-18 / 21-18
- Cai Yun /  Fu Haifeng –  Zakry Abdul Latif /  Gan Teik Chai: 21-17 / 21-11
- Tony Gunawan /  Candra Wijaya –  Keita Masuda /  Tadashi Ohtsuka: 21-16 / 21-12
- Shintaro Ikeda /  Shuichi Sakamoto –  Anthony Clark /  Robert Blair: 21-17 / 11-21 / 21-19
- Koo Kien Keat /  Tan Boon Heong –  Jens Eriksen /  Martin Lundgaard Hansen: 21-18 / 17-21 / 21-14
- Tony Gunawan /  Candra Wijaya –  Cai Yun /  Fu Haifeng: 21-11 / 21-11
- Koo Kien Keat /  Tan Boon Heong –  Shintaro Ikeda /  Shuichi Sakamoto: 21-13 / 14-21 / 21-11
- Tony Gunawan /  Candra Wijaya –  Koo Kien Keat /  Tan Boon Heong: 21-15 / 21-14

### Damendoppel
- Gao Ling /  Huang Sui –  Ikue Tatani /  Aya Wakisaka: 21-12 / 21-19
- Kumiko Ogura /  Reiko Shiota –  Joanne Nicholas /  Natalie Munt: 21-16 / 21-12
- Cheng Wen-hsing /  Chien Yu-chin –  Eva Lee /  Mesinee Mangkalakiri: 21-11 / 21-11
- Duanganong Aroonkesorn /  Kunchala Voravichitchaikul –  Manami Ebuchi /  Tomoe Kanayama: 21-13 / 21-11
- Du Jing /  Yu Yang –  Jiang Yanmei /  Li Yujia: 21-16 / 21-12
- Lena Frier Kristiansen /  Kamilla Rytter Juhl –  Eri Kobiyama /  Erika Murayama: 30-29 / 21-19
- Chin Eei Hui /  Wong Pei Tty –  Lita Nurlita /  Natalia Poluakan: 21-11 / 21-15
- Jung Youn-kyung /  Lee Kyung-won –  Mikako Naganawa /  Miki Takahashi: 21-12 / 21-10
- Mizuki Fujii /  Reika Kakiiwa –  Chou Chia-chi /  Ku Pei-ting: 21-17 / 21-19
- Sathinee Chankrachangwong /  Saralee Thungthongkam –  Miyuki Maeda /  Satoko Suetsuna: 21-11 / 25-23
- Jo Novita /  Greysia Polii –  Yasuyo Imabeppu /  Kanako Yonekura: 17-21 / 21-14 / 21-17
- Zhang Yawen /  Wei Yili –  Shizuka Matsuo /  Seiko Yamada: 21-10 / 21-8
- Miyuki Tai /  Noriko Okuma –  Michiko Kanagami /  Masami Yamazaki: 21-14 / 21-10
- Aki Akao /  Tomomi Matsuda –  Gail Emms /  Donna Kellogg: 21-11 / 21-15
- Britta Andersen /  Helle Nielsen –  Mooi Hing Yau /  Ooi Sock Ai: 21-17 / 21-17
- Yang Wei /  Zhang Jiewen –  Ha Jung-eun /  Hwang Yu-mi: 21-11 / 17-21 / 21-14
- Gao Ling /  Huang Sui –  Kumiko Ogura /  Reiko Shiota: 21-13 / 16-21 / 21-11
- Cheng Wen-hsing /  Chien Yu-chin –  Duanganong Aroonkesorn /  Kunchala Voravichitchaikul: 21-14 / 21-17
- Du Jing /  Yu Yang –  Lena Frier Kristiansen /  Kamilla Rytter Juhl: 21-17 / 18-21 / 21-12
- Jung Youn-kyung /  Lee Kyung-won –  Chin Eei Hui /  Wong Pei Tty: 21-18 / 21-16
- Sathinee Chankrachangwong /  Saralee Thungthongkam –  Mizuki Fujii /  Reika Kakiiwa: 21-13 / 21-13
- Zhang Yawen /  Wei Yili –  Jo Novita /  Greysia Polii: 21-17 / 21-10
- Aki Akao /  Tomomi Matsuda –  Miyuki Tai /  Noriko Okuma: 21-11 / 21-19
- Yang Wei /  Zhang Jiewen –  Britta Andersen /  Helle Nielsen: 21-7 / 21-10
- Gao Ling /  Huang Sui –  Cheng Wen-hsing /  Chien Yu-chin: 21-11 / 22-20
- Du Jing /  Yu Yang –  Jung Youn-kyung /  Lee Kyung-won: 21-16 / 19-21 / 21-13
- Zhang Yawen /  Wei Yili –  Sathinee Chankrachangwong /  Saralee Thungthongkam: 21-18 / 21-9
- Yang Wei /  Zhang Jiewen –  Aki Akao /  Tomomi Matsuda: 21-11 / 21-15
- Zhang Yawen /  Wei Yili –  Yang Wei /  Zhang Jiewen: 21-18 / 21-13
- Gao Ling /  Huang Sui –  Du Jing /  Yu Yang: w.o.
- Gao Ling /  Huang Sui –  Zhang Yawen /  Wei Yili: 21-15 / 21-17

### Mixed
- Nova Widianto /  Liliyana Natsir –  Jonas Rasmussen /  Britta Andersen: 21-14 / 21-16
- Lars Paaske /  Helle Nielsen –  Lee Jae-jin /  Jung Youn-kyung: 21-15 / 21-19
- Robert Blair /  Natalie Munt –  Khankham Malaythong /  Mesinee Mangkalakiri: 21-13 / 21-15
- Zheng Bo /  Yu Yang –  Hendri Kurniawan Saputra /  Li Yujia: 19-21 / 21-15 / 21-11
- Daniel Shirley /  Joanne Quay –  Thomas Laybourn /  Kamilla Rytter Juhl: 21-18 / 21-18
- Hwang Ji-man /  Ha Jung-eun –  Hiroshi Shimizu /  Aki Kudo: 21-17 / 22-20
- Xie Zhongbo /  Zhang Yawen –  Songphon Anugritayawon /  Kunchala Voravichitchaikul: 21-13 / 19-21 / 21-15
- Daisuke Yamashita /  Masami Yamazaki –  Katsuhito Sakurai /  Seiko Yamada: 21-17 / 21-12
- Koo Kien Keat /  Wong Pei Tty –  Keishi Kawaguchi /  Yasuyo Imabeppu: 21-19 / 21-13
- Jens Eriksen /  Lena Frier Kristiansen –  Hendra Wijaya /  Jiang Yanmei: 21-12 / 21-19
- Tsai Chia-hsin /  Cheng Wen-hsing –  Yoshiteru Hirobe /  Noriko Okuma: 23-21 / 21-15
- Sudket Prapakamol /  Saralee Thungthongkam –  Keita Masuda /  Miyuki Maeda: 21-12 / 19-21 / 21-11
- Flandy Limpele /  Vita Marissa –  Toru Matsumoto /  Miyuki Tai: 21-14 / 21-7
- Anthony Clark /  Donna Kellogg –  Tsuyoshi Morikawa /  Yuri Hamaguchi: 21-4 / 21-8
- Muhammad Rizal /  Greysia Polii –  Howard Bach /  Eva Lee: 21-12 / 21-14
- Zhang Jun /  Gao Ling –  Hajime Komiyama /  Tomomi Matsuda: 21-17 / 21-16
- Nova Widianto /  Liliyana Natsir –  Lars Paaske /  Helle Nielsen: 21-12 / 21-14
- Zheng Bo /  Yu Yang –  Robert Blair /  Natalie Munt: 21-9 / 21-11
- Hwang Ji-man /  Ha Jung-eun –  Daniel Shirley /  Joanne Quay: 11-21 / 21-15 / 21-15
- Xie Zhongbo /  Zhang Yawen –  Daisuke Yamashita /  Masami Yamazaki: 21-19 / 21-6
- Jens Eriksen /  Lena Frier Kristiansen –  Koo Kien Keat /  Wong Pei Tty: 21-19 / 15-21 / 21-12
- Sudket Prapakamol /  Saralee Thungthongkam –  Tsai Chia-hsin /  Cheng Wen-hsing: 25-23 / 14-21 / 22-20
- Flandy Limpele /  Vita Marissa –  Anthony Clark /  Donna Kellogg: 21-17 / 21-13
- Zhang Jun /  Gao Ling –  Muhammad Rizal /  Greysia Polii: 21-16 / 20-22 / 21-7
- Nova Widianto /  Liliyana Natsir –  Zheng Bo /  Yu Yang: 15-21 / 21-14 / 21-18
- Xie Zhongbo /  Zhang Yawen –  Hwang Ji-man /  Ha Jung-eun: 21-18 / 21-17
- Sudket Prapakamol /  Saralee Thungthongkam –  Jens Eriksen /  Lena Frier Kristiansen: 21-14 / 21-13
- Flandy Limpele /  Vita Marissa –  Zhang Jun /  Gao Ling: 21-19 / 21-19
- Nova Widianto /  Liliyana Natsir –  Xie Zhongbo /  Zhang Yawen: 21-17 / 24-22
- Flandy Limpele /  Vita Marissa –  Sudket Prapakamol /  Saralee Thungthongkam: 21-18 / 16-21 / 21-17
- Flandy Limpele /  Vita Marissa –  Nova Widianto /  Liliyana Natsir: 11-21 / 21-18 / 21-17